# Ayenia acuminata
Ayenia acuminata là một loài thực vật có hoa trong họ Cẩm quỳ. Loài này được Rusby mô tả khoa học đầu tiên năm 1920.